# فيليب ليزلي ويليام
فيليب ليزلي ويليام (بالإنجليزية: Philip Leslie Hale)‏ هو رسام أمريكي، ولد في 21 مايو 1865 في بوسطن في الولايات المتحدة، وتوفي بنفس المكان في 2 فبراير 1931.

## معرض صور

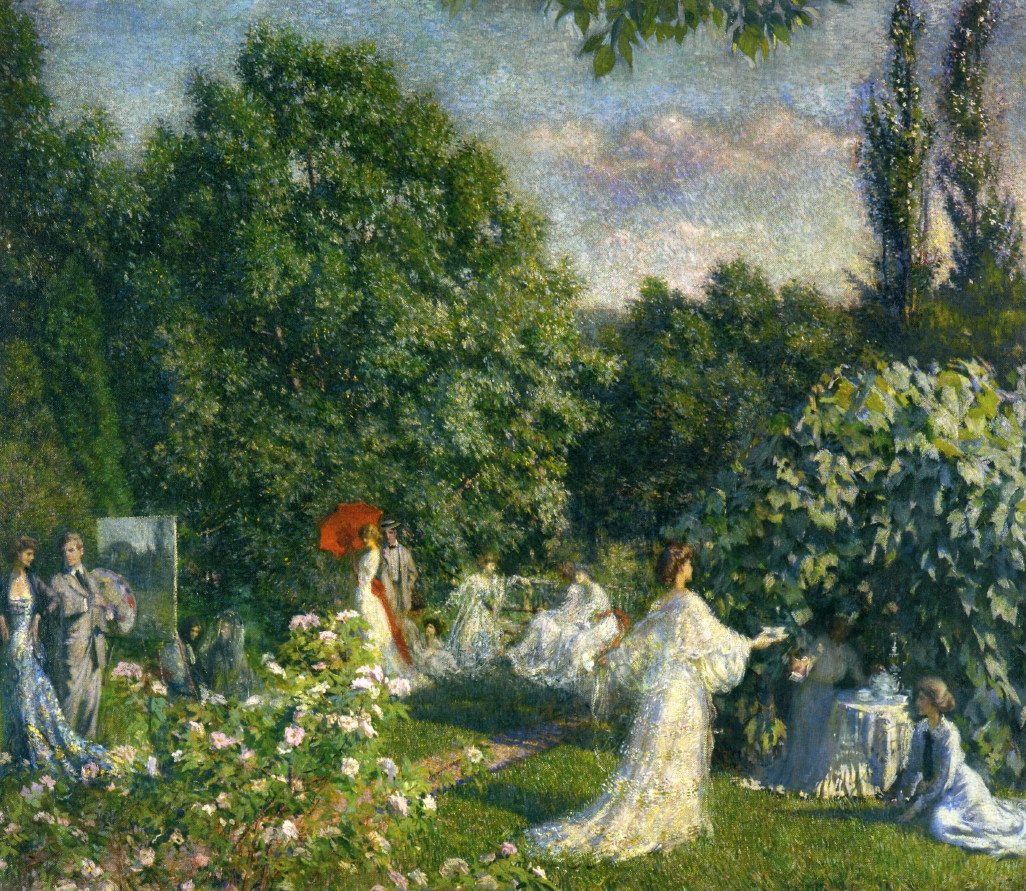
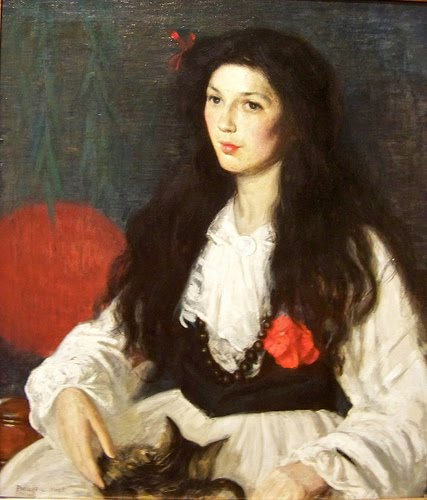
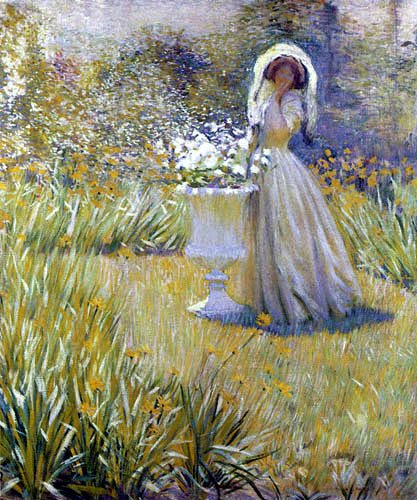
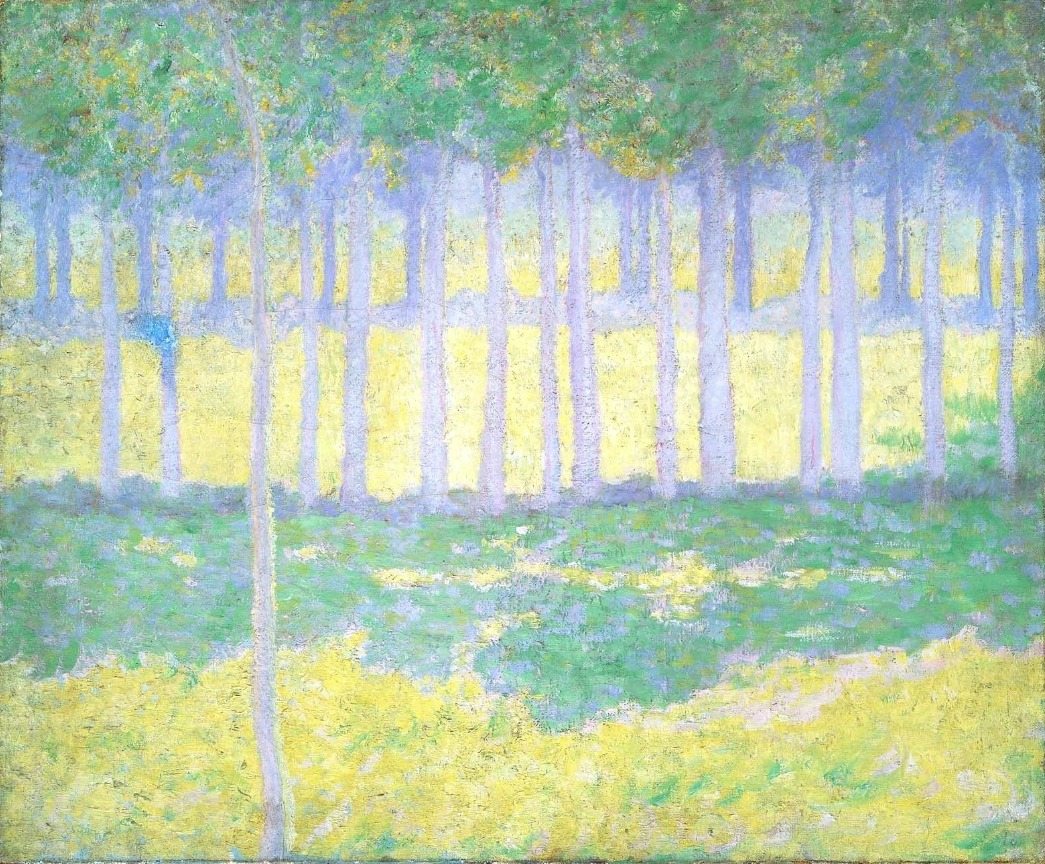

## وصلات خارجية
- فيليب ليزلي ويليام على موقع أوليمبيديا (الإنجليزية)